# Internetová televize
Internetová televize (též on-line televize) je digitální distribuce televizního obsahu (televizních pořadů) po veřejném internetu. Doplňuje tak klasické pozemní televizní vysílání, kabelovou televizi a satelitní televizi. Pro obsah vysílaný internetovou televizí se používá pojem webová televize.
K největším poskytovatelům internetové televize patří nezávislé služby jako Netflix a Amazon Video, služby vlastněné tradičními televizemi (HBO Go, Hulu) či videoportály YouTube a Vimeo. V Česku patří k internetovým televizím např. Stream.cz, MALL.TV nebo DVTV.